# Giuseppe Gazzeri

Firma di Giuseppe Gazzeri (17 dicembre 1825)

Giuseppe Gazzeri (Firenze, 1771 – Firenze, 1847) è stato un chimico italiano.

## Biografia

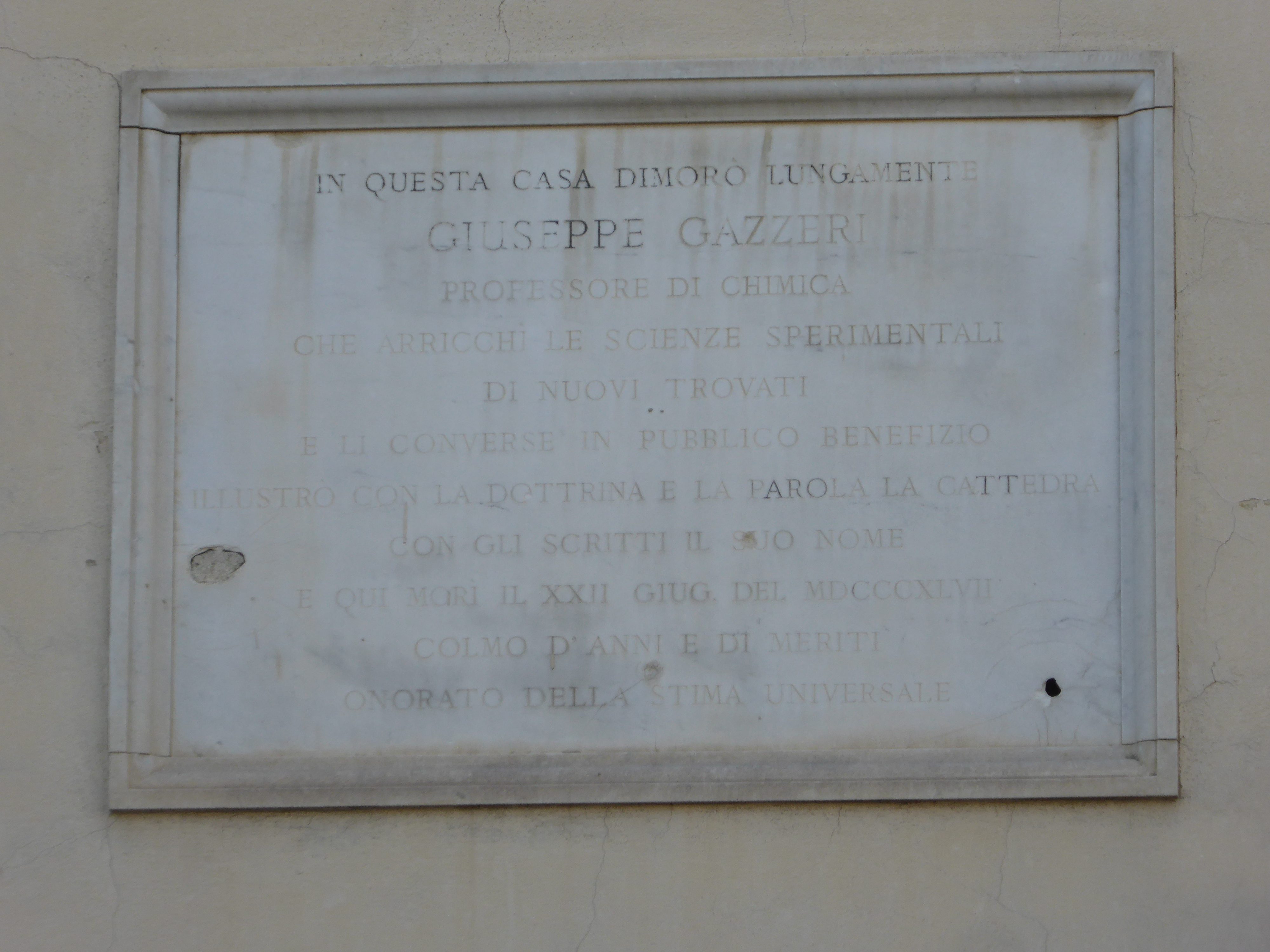
Targa in memoria di Giuseppe Gazzeri a Firenze

Per desiderio del padre Vincenzio, Giuseppe iniziò i suoi studi presso le Scuole pie fiorentine, e poi con i padri della Missione per abbracciare la carriera ecclesiastica. Accantonate, presto, le speranze del padre, si recò a Pisa dove si iscrisse alla facoltà di giurisprudenza laureandosi nel 1795. Rientrato a Firenze decise, tuttavia, di non intraprendere la carriera forense, ma di dedicarsi interamente agli studi scientifici, attratto in particolare dalle ricerche dei chimici francesi. 
La rivoluzione chimica di Lavoisier suscitò un fervente dibattito tra i teorici toscani di questa scienza e il Reale Museo di fisica e storia naturale di Firenze divenne luogo di ricerca ospitando al suo interno un laboratorio chimico per i giovani scienziati fiorentini. 
Divenuto socio ordinario della Regia accademia dei Georgofili, Gazzeri presentò numerose memorie di argomento di chimica applicata in cui evidenziò l'importanza di questa scienza, ormai considerata scienza esatta, e come questa fosse necessaria per lo sviluppo economico e industriale. Sempre in quegli anni propose una riforma dell'istruzione in cui si prevedeva l'inserimento dell'insegnamento di questa materia. 
Con la direzione di Girolamo Bardi, il Reale Museo di fisica e storia naturale di Firenze aprì un Liceo di scienze fisiche e naturali in cui si insegnarono sei materie scientifiche e nel 1807 la cattedra di chimica fu affidata a Gazzeri, il quale dette così inizio all'insegnamento pubblico della chimica a Firenze. 
Durante il governo napoleonico continuò a fare ricerche di chimica applicata all'industria che purtroppo non riuscirono a concretizzarsi a causa delle scarse risorse economiche della Toscana. 
Nel 1814 per volere del granduca Ferdinando III d'Asburgo Lorena l'insegnamento scientifico presso il Liceo di scienze fisiche e naturali di Firenze fu abolito, la cattedra di chimica passò alla Scuola di Farmacia presso l'Ospedale di Santa Maria Nuova, dove Giuseppe insegnò chimica farmaceutica per quasi quarant'anni. Fu proprio in quegli anni che dette alla luce la sua opera più conosciuta, un trattato di chimica composto da cento lezioni, pubblicato nel 1819 a Firenze con il titolo Compendio d'un trattato elementare di chimica. 
Ricoprì inoltre alcuni incarichi ufficiali; fu nominato nel 1822 Commissario generale delle Miniere e Magona della Toscana e nel periodo in cui ricoprì tale carica fece numerosi studi sulle tecniche metallurgiche proponendo la perforazione dei terreni boraciferi nella zona di Larderello per attivare nuovi soffioni; nel sociale offrì il suo contributo offrendo assistenza ai bambini poveri divenendo il primo presidente degli asili infantili.
Intense furono inoltre le sue ricerche nel settore della chimica agraria: la lettura dell'opera di Humphry Davy, Elements of agricultural chemistry, uscito in traduzione italiana nel 1815, spinse il chimico fiorentino a dedicarsi al tema dei concimi e del loro utilizzo in ambito agricolo.
Il 12 febbraio 1837 divenne socio dell'Accademia delle scienze di Torino.
Uomo vivace di scienza riuscì non solo ad intrecciare numerosi rapporti con molti altri studiosi dell'epoca, ma anche con le più importanti accademie e istituzioni fiorentine collaborando non solo con l'Accademia dei Georgofili, ma anche con il nuovo Gabinetto Vieusseux presentando i risultati di alcune sue ricerche di fisica, più in particolare di elettromagnetismo, e come sempre nei suoi lavori emerse il suo approccio metodologico basato su un rigoroso empirismo.
Nel 1841 collaborò con Cosimo Ridolfi nell'organizzazione del III Congresso degli Scienziati Italiani a Firenze; a tale proposito fu affidata a Vincenzo Antinori la ristampa dei Saggi dell'Accademia del Cimento con 90 pagine di Aggiunte preparate dallo stesso Gazzeri.
Morì dopo una lunga malattia nel 1847 nella sua Firenze.